# EXOSAT
Az EXOSAT egy európai röntgencsillagászati műhold.
1983 májusa és 1986 áprilisa között 1780 röntgenmegfigyelést végzett aktív galaxismagokról, csillagkoronákról, kataklizmikus változócsillagokról, fehér törpékről, röntgenkettősökről, galaxishalmazokról és szupernóva-maradványokról. Három műszere volt, amelyek színképeket, felvételeket és fénygörbéket készítettek különböző energiasávokban 10 ívmásodperc közvetlen felbontással. A műhold elnyúlt pályára (190 000 km apogeum) állt, amelyen 90 órás folyamatos megfigyelést végzett. Mérései szerint a Tejútrendszer központjában egy hatalmas fekete lyuk lehet.